# Les Joyaux De La Princesse
Эрик Конофал (фр. Erik Konofal), более известный как Les Joyaux De La Princesse [читается: «Ле Жуаё Дё Ля Прансэз»] — французский продюсер в жанре индастриал.

## Творчество
Его музыка испытала на себе влияние французской идеологии. Некоторые композиции представляют собой симбиоз тяжелого индастриала с нойзом, другие носят меланхолический и грустный оттенок — миноры, обыгранные на органных семплах и пианино, сопровождаемые отрывками из речи исторических событий во Франции. Каждый альбом Les Joyaux De La Princesse является летописью из истории, фактом из прошлой жизни социалистического общества, обычно из периода времени с 1930 по 1940 годов. Некоторые из них были проданы как элементы для коллекции, поскольку исчислялись малым числом копий и были укомплектованы в дорогие изысканные и изощренные упаковки.
Автор работал со многими хорошо известными исполнителями жанров industrial и dark ambient, как Regard Extrême, Death In June, Muslimgauze и Blood Axis. Эта музыка действительно уникальна, и её нельзя определить конкретно под один жанр.
Несколько его альбомов было выпущено объединением La Voix Des Nôtres.

## Дискография
- Aux Petit Enfants De France, Cassette (Box) (1989)
- Östenbraun with Death In June, 2 x Cassette (Box) (1989)
- Die Kapitulation: L’Allemagne Année Zero, 7" (1994)
- Die Weiße Rose with Regard Extrême, CD, 7" (Box) (1997)
- Douce France, 10" (1997)
- Terrorisme Islamique Split with Muslimgauze, 10" (1997)
- Wolf Rune with Freya Aswynn, 7" (1997)
- Exposition Internationale 2 x CD, 7" (Box) (1998)
- Croix De Bois, 5" Flexi-Disk (2000)
- Croix De Bois — Croix De Feu, 10" (2000)
- Absinthe — La Folie Verte with Blood Axis, CD (2001)
- Absinthe — La Folie Verte (Studio- & Live-Tracks) 2 x 10" (Box) (2002)
- Absinthia Taetra (Live) CD (2004)
- In Memoriam 2 x 10" (Box) (2004)
- 1940 — 1944 3 x CD (Box) (2006)
- Aux Volontaires Croix De Sang CD (2007)
- Aux Volontaires Croix De Sang CD, 5" (box) (2007)

## Внешние ссылки
- Официальный сайт
- MySpace
- Обсуждение на Yahoo! (англ.)